# آنتاناس اسمتونا
آنتاناس اسمتونا (انگلیسی: Antanas Smetona؛ ۱۰ اوت ۱۸۷۴ – ۹ ژانویهٔ ۱۹۴۴) یکی از مهمترین شخصیتهای سیاسی لیتوانی بین جنگ جهانی اول و جنگ جهانی دوم بود.
وی از سال ۱۹۱۹ تا ۱۹۲۰ و ۱۹۲۶ تا ۱۹۴۰ رئیس‌جمهور لیتوانی بوده‌است.

## نگارخانه

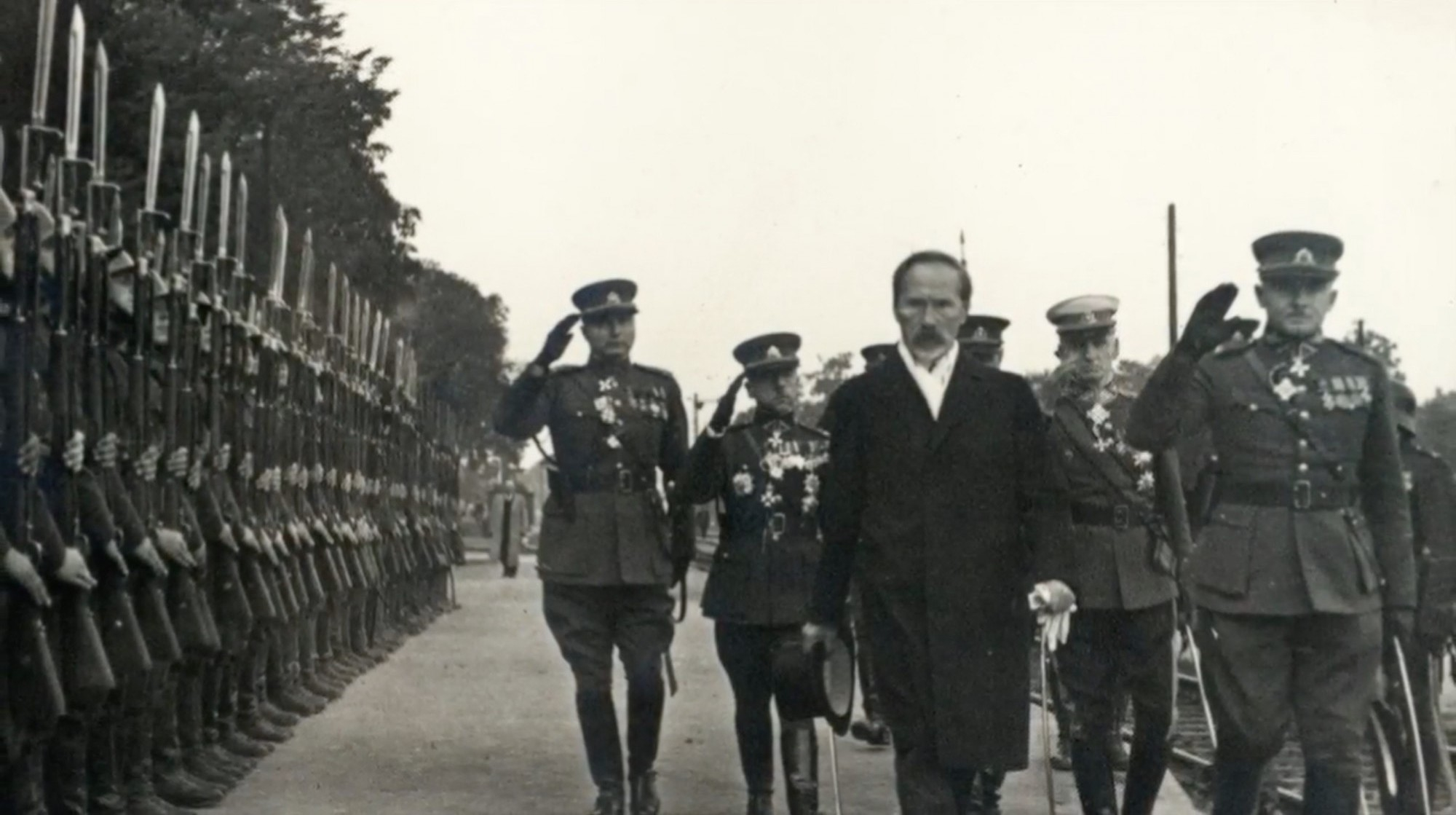
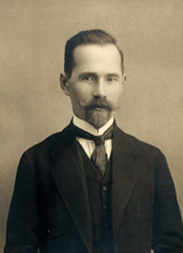
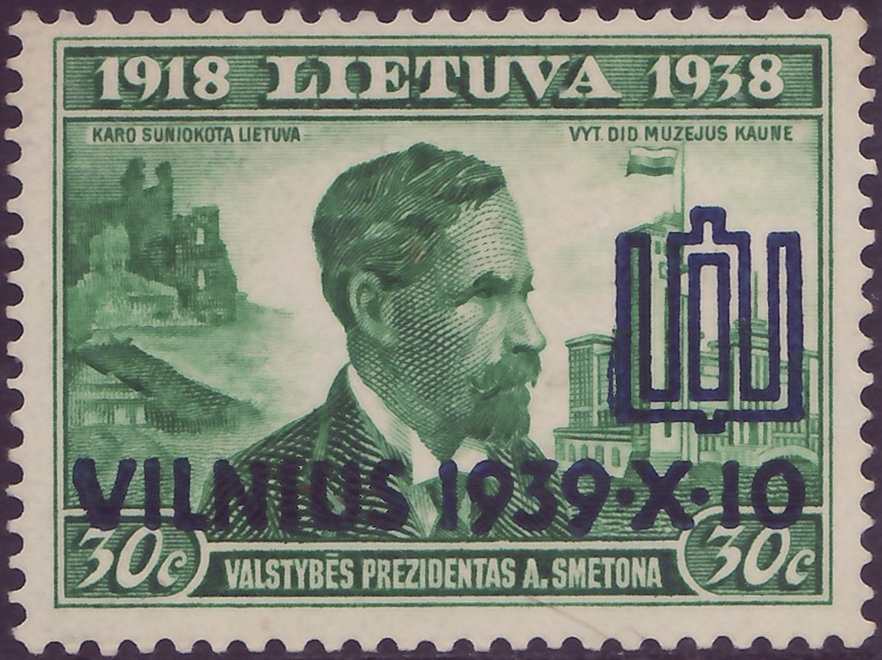